# Obalana brevigaster
Obalana brevigaster är en stekelart som beskrevs av Boucek 1991. Obalana brevigaster ingår i släktet Obalana och familjen puppglanssteklar. Inga underarter finns listade i Catalogue of Life.